# Cum merg lucrurile? (serial)
Cum merg lucrurile? (în engleză The Way Things Work) a fost un serial de televiziune britanic de scurtă durată, bazat pe cartea best-seller cu același nume al lui David Macaulay. Seria a fost co-produsă de Millimages și Schlessinger Media; a fost distribuit de către acesta din urmă. Programul a rulat zilnic pe BBC2 si CBBC din 2001 până la începutul anului 2002, înainte de a fi fost întreruptă din cauza lipsei de episoade și audiență. Seria (animată manual) a fost una dintre ultimele câteva programe de televiziune educaționale ce au prezentate prezentate de BBC pe CBBC. Este una dintre seriile sale de televiziune cu cea mai scurtă viață, care rulează doar  26 episoade de circa 15 minute. Programul are drept scop de a preda principiile de bază ale științei  telespectatorilor și se învârte în jurul locuitorii Insulei Mamutului, deoarece lupta prin viața de zi cu zi, cu utilizarea de idei excentrice. Un DVD care conține toate cele 26 de episoade ale seriei a fost lansat în 2005. În România a fost difuzat atât în engleză cât și în română pe toate canalele TV existente atunci cu excepția lui Jetix (și Jetix Play) și al lui Anime+. Este un serial educativ și de calitate care a fost foarte popular.

## Personaje
Desenul animat are șase personaje principale care apar în fiecare episod:
- Profesorul (în engleză "Inventor" inventatorul despre care știim că este și profesor): El are vreo 50 ani și este într-un "vacation" (vacanță?) pe Insula mamutul.. Dealungul series nu a fost numit. HeEl este responsabil pentru constuirea mașinăriilor pe Insula Mamutului, și este prezentat mereu ca salvând munca cu aparatura sa, care deobicei îi produc dificultăți lui însuși.
- Olive: Prietena cea mai apropiată a profesorului. Are 14 ani, o minte brici, și deseoria pare ca fiind mai deșteaptă ca profesorul.
- Troy: Vărul Oliviei, whcare își bazează propria forță pe cea a mamuților lânoși, și e uneori credul.
- Frank: Fratele lui Pilbeam și tatăl Oliviei, care se ocupă cu construirea invențiilor.
- Pilbeam: Tatăl lui Troy; căsătorit cu Brenda. Cu toate că este fratele lui Frank, el trăiește separat de el și este deseori nesigur de planurile lui Frank, și e cunoscut că se ceartă deseori cu soția sa.
- Brenda: Mama lui Troy, măritată cu Pilbeam. Ea este strict opusă ideilor profesorului, și este deobicei certată cu soțul ei.